# Henri Thomas
Henri Joseph Thomas (Sint-Jans-Molenbeek, 22 juni 1878 – Brussel, 22 november 1972) was een Belgische kunstschilder, beeldhouwer en etser / illustrator.

## Levensloop
Henri Joseph Thomas kreeg zijn opleiding als kunstenaar van 1895 tot 1898 aan de Academie van Brussel. Na zijn opleiding begon hij een studio in Brussel en werkte hier eerst voornamelijk als illustrator van boeken van avant-garde schrijvers met lijntekeningen en gravures. Hij schilderde stillevens van bloemen, meestal in een vaas op tafel (Fleurs), vrouwelijke naakten, danseressen, genretaferelen, marines en maakte ook enkele sculpturen. Zijn carrière begon echt met de inzending van het schilderij Vénus de bar naar het Godecharle concours in 1909. Hij exposeerde werk gedurende de belle époque in de Cercle Artistique et Littéraire in Brussel in 1906, 1909 en 1921. In Parijs exposeerde hij in de Salon van de Société Nationale des Beaux-Arts in 1906, 1907, 1908 en 1910. Thomas was lid van de vereniging van beeldende kunstenaars Labeur, die jaarlijks tentoonstellingen voor de leden organiseerde in het Museum voor Moderne Kunst (Musée Moderne) in Brussel.
Zijn voorstellingen spelen zich bij voorkeur af in het nachtleven, vaak in een wulpse sfeer van overspel en prostitutie.  Zijn naakten nemen suggestieve poses aan. Voorstellingen van elegante mondaine vrouwen dateren vooral uit het interbellum. In zijn uitbeelding van verleidelijke vrouwen was hij een volgeling van Félicien Rops.
Henri Thomas illustreerde ook boeken. Vlak nadat hij zijn opleiding afgemaakt had begon hij hier al mee. In 1898 publiceerde hij 40 illustraties in het homo-erotische werk L'Homme-sirène van Louis Didier die onder het pseudoniem Luis d'Herdy. In 1909 verscheen La muse, een gravure van Thomas, in de gedichtenbundel Au claire de la dune van Théo Hannon. In 1913 illustreerde hij de in beperkte oplage gepubliceerde erotische dichtbundel La Toison de Phryné van Théo Hannon met 11 gravures, waarvan twee in kleur. Ook illustreerde hij Du coeur aux lèvres door Lucien Solvay en Les Diaboliques door Jules Barbey d'Aurevilly Werk van zijn hand verscheen ook in de vierde (1926-1927) en achtste (Volupté, 1935) series van La Gravure Originale Belge, een door het Comité de La Gravure Originale Belge in beperkte oplage voor abonnees jaarlijks uitgegeven set van portfolio's met gesigneerd werk van de artiesten.
Henri Thomas woonde rond 1907 in de rue Hydraulique 44; tijdens het interbellum in de rue du Berceau 28 in Brussel. Hij overleed op 22 november 1972 in Brussel.

## Tentoonstellingen
- 1905, Parijs: Salon de la Société Nationale des Beaux-Arts (Vénus)[15]
- 1906, Brussel: Cercle Artistique et Littéraire.[2]
- 1906, Parijs: Salon de la Société Nationale des Beaux-Arts (L'habituée)[11][16]
- 1907, Paris: Salon de la Société Nationale des Beaux-Arts (tentoongestelde werken: L'oiseau du paradis, Coin du Music Hall,[17] Le rideau de zéphir).
- 1908, Paris: Salon de la Société Nationale des Beaux-Arts (Symphonie et comparaison (villageoise et citadine))[18]
- 1909, Brussel: Cercle Artistique et Littéraire.[2]
- 1910, Brussel: Cercle Artistique et Littéraire.
- 1910, Paris: Societé Nationale des Beaux-Arts (La dame aux gants noirs)[2][19]
- 1912, Venetië: X° Biënnale van Venetië.
- 1921, Brussel: Cercle Artistique et Littéraire[2] (Coquetterie), expositie met Alexandre Marcette en Victor Creten.
- 1926, Brussel: 10e Expositie van La Gravure Originale Belge, La Maison de Livre.
- 1988, Brussel: Art Déco Belgique 1920-1940, Museum van Elsene (Les désemparés (Ontredderd), L'étoile).[9]

## Werken
- Portret van de grootvader van H.J. Thomas, 1901. Olieverf op doek, 54 x 42 cm, getekend met opdracht.
- L'habituée, 1904. Getoond in de Salon van de Société Nationale des Beaux-Arts in Parijs, 1906.[11]
- Vénus. Barcelona.[15]
- Elégante au robe noir, 1904-1905. Olieverf op doek, 120 x 100 cm.
- Coin de music-hall. Getoond in de Salon van de Société Nationale des Beaux-Arts in 1907[17].
- Symphonie et comparaison (villageoise et citadine). Getoond in de Salon van de Société Nationale des Beaux-Arts in 1908[18].
- Voorbehouden tafel, 1911. Olieverf op doek, 201 x 151 cm. Groeningemuseum - in depot, Brugge.
- La couseuse, 1910. Olieverf op doek, 40 x 32 cm.
- La Mélancoli, ongedateerd. Monotypie op papier, 49 x 34.5 cm, getekend met rood potlood. Privécollectie, Amsterdam.
- Danseuse de corde, pre-1913. Olieverf op doek, 101 x 76.5 cm. Musée national d'Art moderne - Centre Georges Pompidou, Parijs.
- Danseuse de cabaret. Musée des Beaux-Arts de Liège, Luik. Gepubliceerd als briefkaart.
- La résistance, 1914. Ets, 64 x 44.5 cm, 150 ex. genummerd en getekend. Privécollectie M.J. Waterloo, Amsterdam.
- L'amour éternel, ongedateerd. Olieverf op doek, 45 x 33 cm.
- L'étoile, ongedateerd. Olieverf op doek, 174 x 124 cm, privécollectie Brussel.[9]
- Les désemparés (Ontredderd), ongedateerd. Olieverf op doek, 138 x 106 cm, R. Clicteur-Dobellaere collectie, Maldegem.[9]
- Fleurs, ongedateerd. Olieverf op doek. privécollectie.
- Le boudoir, ongedateerds. Ets, 38 x  30.5 cm. Rechtsonder getekend.
- L'esquisse, ongedateerd. Olieverf op doek. 60 x 50 cm.
- Beauté du Diable, ongedateerd. Ets / Aquatint in kleuren. 35 x 28 cm, 100 ex. No. 3 met opschrift "à mon chèr ami Gasper van Gé". Privécollectie, Amsterdam.
- La Dame au collier, ongedateerd. Ets vernis mou, 33 x 56 cm. Privécollectie, Amsterdam.
- Jeune fille se mirant, ongedateerd. Pastel op papier, 60 x 65 cm ovaal, getekend.
- Les glaïeuls rouges, ongedateerd. Olieverf op doek, 106 x 79 cm, getekend met titel.
- Femme au tub, ongedateerd. Ets, 33 x 24 cm, getekend, titel onderaan in de marge.
- Les soupeurs, ongedateerd. Ets 100 ex., 63 x 48 cm, getekend, titel onderaan in de marge.
- Portrait de prostituée, 1952. Olieverf op doek, 45 x 39 cm.
- Prostituée enceinte, ongedateerd. Olieverf op karton, 29,5 x 23 cm, gesigneerd.
- Femme nue allongée, ongedateerd. Olieverf op doek, 60 x 73 cm, gesigneerd.
- Nue féminin dans un intérieur, ongedateerd. Olieverf op doek, 100 x 74 cm, gesigneerd.
- Deux femmes agenouillées tenant une statuette, ongedateerd. Olieverf op doek, 60 x 73 cm, gesigneerd.